# Angelica Rozeanu
Angelica Rozeanu, född Adelstein den 15 oktober 1921 i Bukarest, Kungariket Rumänien, död 22 februari 2006 i Haifa, Israel, var en rumänsk och israelisk bordtennisspelare och en av de framgångsrikaste kvinnliga bordtennisspelarna genom tiderna.

## Karriär
Angelica Rozeanus bordtenniskarriär började vid åtta års ålder. Hon hade scharlakansfeber och hennes bror Gaston, nästan åtta år äldre, kom hem med bordtennisracketar, bollar och ett nät för att roa henne.
Vid tolv års ålder vann hon Romanian Cup, och som femtonåring vann hon sin första stora titel Rumänska mästerskapen (1936). Hon förblev rumänsk mästare de följande 21 åren (1936-57; förutom några år under andra världskriget när hon inte fick delta).  
År 1938 vann hon sin första stora internationella titel, Hungarian Open.
Under andra världskriget mellan 1940 och 1945 var hon (och andra judar) förbjudna att gå in i idrottshallar och andra offentliga platser i Rumänien, vilket medförde att hon inte spelade bordtennis alls mellan 18 och 23 års ålder. 
Rozeanu vann sin första VM-titel 1950, och hon kom att vinna den ytterligare fem gånger i rad. Hon är den enda spelare som vunnit titeln sex gånger i rad och den senaste icke- asiatiska kvinna som vunnit titeln. Totalt vann hon 17 guld, 6 silver och 6 bronsmedaljer vid världsmästerskapen, den första medaljen 1937 och den sista 1957.
Hon var den första rumänska kvinnan över huvud taget som vunnit ett VM-guld oavsett idrottsgren. 
År 1954 fick hon Rumäniens finaste sportutmärkelse - Förtjänad Idrottsmästare. Hon har också fått fyra Arbetsordenen utmärkelser av Rumänska regeringen.
År 1957 tvingades hon och andra judiska spelare att lämna Rumänska Federationen när en antisemit blev ordförande. Denne avgick kort därefter och Angelica återvände till tävlingsspelandet. 1957 emigrerade hennes man till Israel men Angelica vägrade då att följa med. 1960 flydde hon från Rumänien via Österrike och flyttade till Israel, där fortsatte hon med bordtennis ytterligare några år.
Hon var israelisk mästarinna tre gånger mellan 1960 och 1962. 
År 1997 blev hon belönad med Knessets medalj. År 2001 blev hon utnämnd till Hedersmedborgare i Haifa.

### Maccabiah Games
1961 vann hon Maccabiah Games bordtennistävling.

## Halls of Fame
- 1981 valdes hon in i International Jewish Sports Hall of Fame.
- 1993 valdes hon in i International Table Tennis Foundation Hall of Fame.

## Meriter
- Bordtennis VM
  - 1937 i Baden (Niederösterreich)
    - 3:e plats mixed dubbel med Géza Erős

  - 1939 i Kairo
    - 2:a plats dubbel med Sára Szász-Kolozsvári
    - 3:e plats med det rumänska laget

  - 1948 i London
    - 3:e plats singel
    - 3:e plats mixed dubbel med Richard Bergmann
    - 3:e plats med det rumänska laget

  - 1950 i Budapest
    - 1:a plats singel
    - 2:a plats dubbel med Gizella Farkas
    - 3:e plats mixed dubbel med Ivan Andreadis
    - 1:a plats med det rumänska laget

  - 1951 i Wien
    - 1:a plats singel
    - 2:a plats med Sára Szász-Kolozsvári
    - 1:a plats mixed dubbel med Bohumil Váňa
    - 1:a plats med det rumänska laget

  - 1952 i Bombay
    - 1:a plats singel
    - 1:a plats mixed dubbel med Ferenc Sidó
    - 2:a plats med det rumänska laget

  - 1953 i Bukarest
    - 1:a plats singel
    - 1:a plats dubbel med Gizella Farkas
    - 1:a plats mixed dubbel med Ferenc Sidó
    - 1:a plats med det rumänska laget

  - 1954 i London
    - 1:a plats singel
    - 3:e plats dubbel med Gizella Farkas

  - 1955 i Utrecht
    - 1:a plats singel
    - 1:a plats dubbel med Ella Constantinescu-Zeller
    - 1:a plats med det rumänska laget

  - 1956 i Tokyo
    - 1:a plats dubbel med Ella Constantinescu-Zeller
    - 1:a plats med det rumänska laget

  - 1957 i Stockholm
    - 3:e plats dubbel med Helen Elliott, SCO
    - 2:a plats med det rumänska laget

- Bordtennis EM
  - 1958 i Budapest
    - 3:e plats singel
    - 1:a plats dubbel med Ella Zeller
    - 3:e plats mixed dubbel
    - 2:a plats med det rumänska laget

  - 1960 i Zagreb
    - 1:a plats dubbel med Maria Alexandru
    - 2:a plats mixed dubbel

- Rumänska mästerskapen
  - 1936–1939: 1:a plats singel
  - 1946–1957: 1:a plats singel

- Ungerska mästerskapen
  - 1954 - 1:a plats singel, 1:a plats dubbel med Gizella Farkas

- Swedish Open Championships
  - 1954 Stockholm - 1:a plats singel, 1:a plats dubbel med Ella Zeller
  - 1955 Stockholm - 1:a plats singel, 1:a plats dubbel med Ella Zeller
  - 1957 Stockholm - 2:a plats dubbel med Ella Zeller, 2:a plats mixed dubbel med Tiberiu Harasztosi